# Gretchen Corbett
Gretchen Hoyt Corbett (* 13. August 1945 in Camp Sherman, Oregon) ist eine US-amerikanische Schauspielerin bei Film, Fernsehen und Theater. Sie spielte unter anderem in Filmen wie Out of It, Grauen um Jessica, PSI Factor, King Kobra oder Bucksville. International bekannt wurde sie vor allem Mitte der 1970er-Jahre durch die Krimiserie Detektiv Rockford – Anruf genügt, in der sie die Anwältin Beth Davenport verkörperte.

## Leben und Karriere
Corbett wurde 1945 als Tochter des Ehepaars Henry Ladd, Jr. und Katherine Minahen (Coney) Corbett in Camp Sherman im Bundesstaat Oregon geboren. In den späten 1960er-Jahren studierte Corbett an der Carnegie Mellon University (ehemals Pittsburgh Carnegie Tech) das Fach Drama. Ihr Schauspieldebüt am Theater gab sie als Desdemona beim Oregon Shakespeare Festival in Ashland im Stück Othello. Sie arbeitete danach in verschiedenen regionalen Theatern, darunter das Long Wharf Theater, das Berkshire Theatre Festival, das Eugene O’Neill Festival, Seattle Repertory Theatre und das Repertory Theatre von New Orleans. Nach ihrem Umzug nach New York trat sie auch am Broadway auf.
Corbetts erste Kinorolle spielte sie 1969 in Paul Williams Komödie Out of It neben Schauspielern wie Barry Gordon und Jon Voight. Weitere Parts auf der Leinwand hatte sie unter anderem 1971 in dem Horrorfilm Grauen um Jessica von Regisseur John D. Hancock, 1980 in dem Science Fiction Film PSI Factor an der Seite von Peter Mark Richman, 1981 in Bob Clavers Horrorfilm King Kobra neben Fritz Weaver oder 2011 in Chel Whites Thriller Bucksville.
Seit Ende der 1960er Jahre war sie auch eine vielbeschäftigte Darstellerin in vielen US-amerikanischen Fernsehfilmen und Fernsehserien wie Love Is a Many Splendored Thing (1967), Kojak – Einsatz in Manhattan (1973), Der Chef (1974), Rauchende Colts (1974), Hawaii Fünf-Null (1975), Notruf California (1975–1976), Die Zwei mit dem Dreh (1976), Barnaby Jones (1978), Magnum (1981–1983), Trapper John, M.D. (1982), Simon & Simon (1985), Mord ist ihr Hobby (1986), 21 Jump Street – Tatort Klassenzimmer (1987), Hunter (1990) oder Portlandia (2013–2015).
Komplexere TV-Rollen spielte sie als Anwältin Beth Davenport von 1974 bis 1978 in 33 Episoden der Krimiserie Detektiv Rockford – Anruf genügt an der Seite von James Garner. Mitte bis Ende der 1990er Jahre gab sie darüber hinaus einige Gastrollenauftritte in ihrem Part als Anwältin in mehreren einzelnen Rockford-Fernsehfilmen.
Gretchen Corbett ist die Mutter der Schauspielerin Winslow Corbett (* 1979).

## Filmografie (Auswahl)

### Kino
- 1969: Out of It
- 1971: Grauen um Jessica (Let's Scare Jessica to Death)
- 1978: Die Kehrseite der Medaille Teil 2 (The Other Side of the Mountain: Part II)
- 1980: PSI Factor
- 1981: King Kobra (Jaws of Satan)
- 1995: Without Evidence
- 2011: Bucksville
- 2020: Lorelei
- 2021: Pig

### Fernsehen
- 1967: Love Is a Many Splendored Thing (Fernsehserie, 1 Episode)
- 1968: Heiße Spuren (Fernsehserie, 1 Episode)
- 1972: NET Playhouse (Fernsehserie, 1 Episode)
- 1973: Kojak – Einsatz in Manhattan (Fernsehserie, 1 Episode)
- 1974: Der Chef (Fernsehserie, 1 Episode)
- 1974: Banacek (Fernsehserie, 1 Episode)
- 1974: Columbo: Geld, Macht und Muskeln (An Exercise in Fatality) (Fernsehreihe)
- 1974: Rauchende Colts (Fernsehserie, 1 Episode)
- 1974: The Cay (Fernsehfilm)
- 1974: Sierra (Fernsehserie, 1 Episode)
- 1974–1976: Dr. med. Marcus Welby (Fernsehserie, 4 Episoden)
- 1974–1978: Detektiv Rockford – Anruf genügt (Fernsehserie, 33 Episoden)
- 1975: Hawaii Fünf-Null (Fernsehserie, 1 Episode)
- 1975: McMillan & Wife (Fernsehserie, 1 Episode)
- 1975: Knuckle (Fernsehfilm)
- 1975: Ellery Queen (Fernsehserie, 1 Episode)
- 1975: Die Küste der Ganoven (Fernsehserie, 1 Episode)
- 1975: Matt Helm (Fernsehserie, 1 Episode)
- 1975–1976: Notruf California (Fernsehserie, 2 Episoden)
- 1976: Die Zwei mit dem Dreh (Fernsehserie, 1 Episode)
- 1976: Abschied von Manzanar (Fernsehfilm)
- 1976: The Fatal Weakness (Fernsehfilm)
- 1976: Mörderbienen greifen an (The Savage Bees) (Fernsehfilm)
- 1976: Wonder Woman (Fernsehserie, 1 Episode)
- 1977: Kingston: Confidential (Fernsehserie, 1 Episode)
- 1977–1978: Eine amerikanische Familie (Fernsehserie, 3 Episoden)
- 1978: Barnaby Jones (Fernsehserie, 1 Episode)
- 1978: W.E.B. (Fernsehserie, 1 Episode)
- 1978: Secrets of Three Hungry Wives (Fernsehfilm)
- 1978: Lucan (Fernsehserie, 1 Episode)
- 1979: Mandrake (Fernsehfilm)
- 1979: She’s Dressed to Kill (Fernsehfilm)
- 1980: Weiße Hölle (High Ice) (Fernsehfilm)
- 1981: Sheriff Lobo (Fernsehserie, 1 Episode)
- 1981: One Day at a Time (Fernsehserie, 1 Episode)
- 1981: Time Warp (Fernsehfilm)
- 1981–1983: Magnum (Fernsehserie, 2 Episoden)
- 1982: Trapper John, M.D. (Fernsehserie, 1 Episode)
- 1982: Million Dollar Infield (Fernsehfilm)
- 1983: Cheers (Fernsehserie, 1 Episode)
- 1983: Die unglaublichen Geschichten von Roald Dahl (Fernsehserie, 1 Episode)
- 1983: The Mississippi (Fernsehserie, 1 Episode)
- 1984: Things Are Looking Up (Fernsehfilm)
- 1985: Otherworld (Fernsehminiserie)
- 1985: Simon & Simon (Fernsehserie, 1 Episode)
- 1985: North Beach and Rawhide (Fernsehfilm)
- 1986: Mord ist ihr Hobby (Fernsehserie, 1 Episode)
- 1987: 21 Jump Street – Tatort Klassenzimmer (Fernsehserie, 1 Episode)
- 1989: A Peaceable Kingdom (Fernsehserie, 1 Episode)
- 1990: Hunter (Fernsehserie, 1 Episode)
- 1991: Die Fälle der Rosie O’Neill (Fernsehserie, 1 Episode)
- 1991: Final Verdict – Berufung ausgeschlossen (Final Verdict) (Fernsehfilm)
- 1993: Teufel der Verführung (Moment of Truth: Why My Daughter?) (Fernsehfilm)
- 1995: Dead by Sunset (Fernsehminiserie)
- 1996: Detektiv Rockford – Anruf genügt; Teuflisches Komplott (Fernsehserie)
- 1996: Detektiv Rockford – Anruf genügt; Falsche Freunde (Fernsehserie)
- 1998: Verborgene Gefühle (Change of Heart ) (Fernsehfilm)
- 1999: Detektiv Rockford – Anruf genügt;  Nur Blut verkauft sich gut (Fernsehserie)
- 2013–2017: Portlandia (Fernsehserie, 3 Episoden)
- 2019: Shrill (Fernsehserie, 1 Episode)